# Sequenza Alu

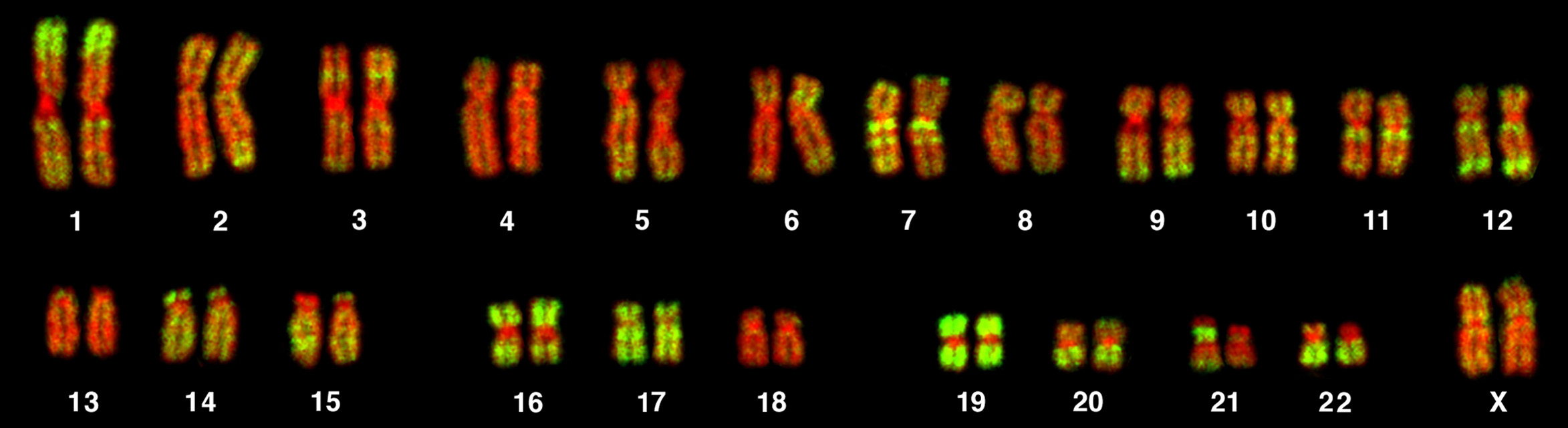
Cariotipo di un linfocita di un individuo umano di sesso femminile (46, XX). I cromosomi sono stati ibridizzati con una sonda per sequenze Alu (verde) e sono stati contro-colorati con TOPRO-3 (rosso). Le sequenze Alu sono state usate come marker per i cromosomi e per le bande cromosomali ricche di geni.

Una sequenza Alu è una breve sequenza interspersa di DNA (SINE) originariamente caratterizzata come sito di taglio riconosciuto dall'endonucleasi Alu, un enzima di restrizione. Sequenze Alu (da Arthrobacter luteus) di diversi tipi sono presenti in gran numero nei genomi dei primati. In particolare le sequenze Alu sono gli elementi mobili più abbondanti nel genoma dell'uomo e per questo possono essere utili per distinguere DNA umano per esempio da DNA di topo. Queste sequenze derivano dall'RNA 7SL, un componente del signal recognition particle. È probabile che una copia dell'RNA 7SL divenne il precursore dell'elemento Alu nel genoma di un antenato degli Euarchontoglires.
L'inserzione di sequenze Alu è implicata in diverse malattie ereditarie umane e in varie forme di cancro.
Lo studio di questi tratti di DNA è stato inoltre importante per la genetica di popolazione dell'uomo e per l'evoluzione dei primati, in particolare per l'evoluzione umana.

## La famiglia Alu
Le sequenze Alu misurano in media circa 300 paia di basi e sono quindi classificate come short interspersed element (SINE). Si stima che le sequenze Alu presenti nel genoma umano siano più di un milione e che quindi rappresentino il 10.7% del genoma umano totale. Ciò nonostante meno del 0.5% risultano polimorfiche. Nel 1988 le sequenze Alu sono state suddivise in due grandi sottogruppi: AluJ e AluS. In seguito si è deciso di chiamare AluY un sotto-insieme di AluS che includeva gli unici elementi Alu ancora attivi, molti infatti non sono più in grado di effettuare una trasposizione. La scoperta delle sottofamiglie Alu portò alla ipotesi dei master genes e rappresentò il collegamento definitivo tra elementi trasponibili (elementi attivi) e DNA ripetitivo interdisperso (copie mutate di elementi attivi).
La seguente sequenza di DNA codifica per i 299 nucleotidi dell'RNA 7SL:
gccgggcgcggtggcgcgtgcctgtagtcccagctactcgggaggggagagaggcgcgctgctcgctcgcctutctctgataaattuctgAGGCTGgaGGATCGcttgAGTCCAggAGTTCTgggct
gtagtgcgctatgccgatcgggtgtccgcactaagttcggcatcaatatggtgacctcccgggagcgggggaccaccaggttgcctaagga
ggggtgaaccggcccaggtcggaaacggagcaggtcaaaactcccgtgctgatcagtagtgggatcgcgcctgtgaatagccactgcactc
cagcctgggcaacatagcgagaccccgtctct
Le lettere maiuscole sono i siti esamerici funzionali di risposta all'acido retinoico  che si sovrappongono al promotore trascrizionale interno. Il sito in grassetto è quello riconosciuto dalla endonucleasi Alu; l'enzima taglia il segmento di DNA tra i residui di guanina e di citosina. Il nome di questo enzima deriva dall'Arthrobacter luteus l'organismo da cui è stato isolato inizialmente.
Le sequenze Alu formano nei primati un registro fossile relativamente semplice da decifrare in quanto gli eventi di inserzione delle sequenze Alu sono fedelmente trasmessi di generazione in generazione e sono facilmente identificabili. Lo studio di queste sequenze può rivelare quindi relazioni di discendenza in quanto due individui condivideranno una particolare inserzione se hanno un antenato comune. La maggior parte delle sequenze Alu nel genoma umano possono essere riscontrate anche nelle corrispondenti posizioni dei genomi di altri primati, tuttavia circa 7.000 inserzioni Alu sono tipiche degli uomini..

## Inserzioni Alu e malattie umane
Le inserzioni Alu talvolta possono rivelarsi dannose e causare disordini ereditari. Infatti, soprattutto se queste alterazioni avvengono in zone funzionali del DNA come la parte codificante di un gene o il suo promotore, può risultare alterata la sequenza di una proteina o il livello di espressione di un gene. Il primo studio di una ricombinazione mediata da Alu in grado di provocare una ereditabile predisposizione al cancro risale al 1995 e riguarda un caso di cancro del colon-retto.
Le seguenti patologie dell'uomo sono state messe in correlazione con inserzioni di elementi Alu:
- Carcinoma mammario
- Sarcoma di Ewing
- Ipercolesterolemia familiare
- Emofilia
- Neurofibromatosi
- Diabete mellito di tipo 2

Le seguenti malattie sono state associate con singole mutazioni in elementi Alu con ripercussioni sui livelli trascrizionali:
- Malattia di Alzheimer
- Carcinoma del polmone
- Tumore dello stomaco